# BULK HOMME
株式会社バルクオム (BULK HOMME) は、2017年設立の日本の化粧品会社である。

## 概要
男性用化粧品を企画製造販売。
子会社「バルクオム・ウェルネス」がジムを営業する。

## 商法
単品と定期コースで通信販売。
LINEで肌診断と10種を販売するほかにイオン系列やロフトの一部が扱う。
色調を白黒で統一してブランドアンバサダーに窪塚洋介とグローバルアンバサダーにキリアン・エムバペを用いる。

## 沿革
2013年に開業。
2017年に「株式会社バルクオム」を設立して「BRAVE GYM」を開業する。
2018年にカフェを開業してジムで夜間営業する。
2019年に通信販売でLINE Pay決済を始めて「パリ・サンジェルマン」のアジアスポンサーとなりキリアン・エムバペをグローバルアンバサダーに据える。